# Saxifraga reniformis
Saxifraga reniformis là một loài thực vật có hoa trong họ Saxifragaceae. Loài này được Ohwi miêu tả khoa học đầu tiên năm 1922.